# The Film Society of Lincoln Center
The Film Society of Lincoln Center en español La Sociedad Fílmica del Lincoln Center es una organización dedicada a la presentación de filmes, al apoyo y reconocimiento de nuevos cineastas, y para hacer accesible al público un entendimiento de este arte a través de la proyección de diversos filmes de diversas procedencias ubicada en el complejo Lincoln Center de Nueva York.
Como un integrante independiente del centro para las artes de ejecución más importante en el mundo, The Film Society of Lincoln Center presenta una temporada de 363 días que incluye estrenos de películas de una gran lista de directores establecidos y novatos; retrospectivas a gran escala; simposios a profundidad y eventos de alto perfil. Esta sociedad fílmica es una de esas raras instituciones que su grandeza se puede comparar con su popularidad, cada año recibe como audiencia un total de 200,000 cinéfilos, cineastas, y líderes de la industria de diversas nacionalidades, edades, grupos económicos y étnicos. La organización ha sido pionera entre instituciones filmicas y es una de los más respetados e influyentes árbitros de las tendencias y descubrimientos cinematográficos.
François Truffaut, R.W. Fassbinder, Jean-Luc Godard, Pedro Almodóvar, Martin Scorsese, Wes Anderson - desde las últimas cuatro décadas hay apenas unos cuantos directores importantes que no han sido presentados a la sociedad estadounidense a través de esta Sociedad.